# ミル・ステリョフスキー
ミル・ステリョフスキー（Mile Sterjovski, 1979年5月27日 - ）は、オーストラリア・ウロンゴン出身の元同国代表サッカー選手。現役時代のポジションはMF（右ウィンガー）でセカンドトップも難なくこなす。

## 経歴
マケドニアにルーツを持つ。
俊足でドリブルを得意とする右ウィンガー。日本では、FCバーゼル在籍時に中田浩二とプレーしていたことでも知られる。
2009年6月、オーストラリアのパース・グローリーFCに移籍。9年ぶりの本国復帰となった。2012年2月に中国の大連阿爾濱足球倶楽部へ、同年6月にオーストラリアのセントラルコースト・マリナーズFCへ移籍。2013-14シーズン限りで現役を引退した。

## 所属クラブ
- ウロンゴン・ウルブスFC 1995-1996
- ウロンゴン・ユナイテッドFC 1997
- シドニー・ユナイテッドFC 1997–1999
- パラマタ・パワーFC 1999–2000
- リール 2000–2004
- FCバーゼル 2004–2007
- ハジェテペSK 2007-2008
- ダービー・カウンティFC 2008–2009
- パース・グローリーFC 2009-2012
- 大連阿爾濱足球倶楽部 2012
- セントラルコースト・マリナーズFC 2012-2014

## 代表歴

### 出場大会
- U-20 オーストラリア
- U-23 オーストラリア
  - シドニーオリンピック・オーストラリア代表 (グループリーグ敗退)
- オーストラリア代表
  - 2000年11月15日 - A代表初出場 - スコットランド代表戦
  - 2001年 コンフェデレーションズカップ (3位)
  - 2005年 コンフェデレーションズカップ (グループリーグ敗退)
  - 2006年 ワールドカップ (ベスト16)
  - 2007年 アジアカップ (ベスト8)

### 試合数
- 国際Aマッチ 43試合 8得点（2000年-2010年）[2]

| オーストラリア代表 | 国際Aマッチ | 国際Aマッチ |
| 年                 | 出場        | 得点        |
| ------------------ | ----------- | ----------- |
| 2000               | 1           | 0           |
| 2001               | 2           | 0           |
| 2002               | 0           | 0           |
| 2003               | 2           | 0           |
| 2004               | 10          | 3           |
| 2005               | 4           | 0           |
| 2006               | 9           | 1           |
| 2007               | 5           | 1           |
| 2008               | 6           | 2           |
| 2009               | 2           | 1           |
| 2010               | 2           | 0           |
| 通算               | 43          | 8           |

## タイトル

### クラブ
シドニー・U
- NSLマイナー・プレミアシップ : 1999

バーゼル
- スーパーリーグ : 2004-05
- スイス・カップ : 2007

セントラルコースト
- Aリーグ : 2013

### 代表
オーストラリア
- OFCネイションズカップ : 2004

### 個人
- クラブ得点王（パース） : 2010